# Iaroslav Rakitski
Iaroslav Rakitski (Pershotravensk, Unió Soviètica, 3 d'agost de 1989), és un futbolista ucraïnès, que juga com a defensa o lateral i actualment juga al Zenit de Sant Petersburg.

## Clubs
| Club                     | País    | Any         | Partits | Gols |
| FC Xakhtar Donetsk       | Ucraïna | 2009 - 2018 | 210     | 9    |
| Zenit de Sant Petersburg | Rússia  | 2019 -      |         |      |